# روبي روتن
روبي روتن (بالإنجليزية: Robbie rotten)‏ هي شخصية خيالية أدى دورها ستيفان كارل ستيفانسون لقد شارك ستيفان في جميع الأجزاء الأربعة من مسلسل الكرتون لايزي تاون.
يتميز روبي روتن بقدرته على التنكر بشخصيات عديدة في لايزي تاون.